# Yeosin-gangnim
Yeosin-gangnim (kor. 여신강림) – południowokoreański serial telewizyjny. Główne role odgrywają w nim Moon Ga-young, Cha Eun-woo, Hwang In-youp oraz Park Yoo-na. Serial emitowany był na kanale tvN od 9 grudnia 2020 do 4 lutego 2021 roku, w środy i czwartki o 22:30.

## Obsada

### Postacie pierwszoplanowe
- Moon Ga-young jako Lim Ju-kyung
  - Lee Go-eun jako młoda Lim Ju-kyung
- Cha Eun-woo jako Lee Su-ho
  - Lee Seung-woo jako młody Lee Su-ho
- Hwang In-youp jako Han Seo-jun
- Park Yoo-na jako Kang Su-jin

### Postacie drugoplanowe
Rodzina Lim Ju-kyunga
- Jang Hye-jin jako Hong Hyun-sook
- Park Ho-san jako Lim Jae-pil
- Im Se-mi jako Lim Hee-kyung
  - Park Seo-kyung jako młody Lim Hee-kyung (odcinek 1)
- Kim Min-gi jako Lim Ju-young
  - Park Ju-hwan jako młody Lim Ju-young (odcinek 1)

Rodzina Lee Su-ho
- Jung Joon-ho jako Lee Joo-heon

Rodzina Han Seo-jun
- Yeo Joo-ha jako Han Go-woon
- Park Hyun-jung jako Lee Mi-hyang

Rodzina Kang Su-jina
- Seo Sang-won jako Kang Jun-hyuk
- Yoo Dam-yeon jako Kim Ji-yeon

Saebom High School
- Oh Eui-shik jako Han Joon-woo
- Kang Min-ah jako Choi Soo-ah
- Lee Il-jun jako Yoo Tae-hoon
- Lee Sang-jin jako Ahn Hyun-gyu
- Han Yi-young jako Ha Ji-young
- Lee Woo-je jako Kim Cho-rong
- Kim Hyun-ji jako Kim Si-hyun
- Kim Myung-ji jako Jin Hee-jeong
- Kim Byung-chun jako wiceprezes Saebom High School

Yongpa High School
- Shin Jae-hwi jako Lee Sung-yong
- Jeon Hye-won jako Park Sae-mi
- Oh Yoo-jin jako Joo Hye-min

### Inny
- Im Hyun-sung jako Wang Ja
- Park Young-soo jako Columbus Park